# Palácio de Sant'Ana
O Palácio de Sant'Ana, também conhecido por Palacete de Sant'Ana, Palácio Jácome Correia ou simplesmente Palácio da Presidência, localiza-se na freguesia de São Sebastião, no concelho de Ponta Delgada, na ilha de São Miguel, nos Açores.

## História
Em 1846 José Jácome Correia (1816-1886) por carta, dirigiou ao primo e amigo José do Canto (que vivia em Paris naquele tempo) um pedido para que providenciasse junto do seu arquitecto um "projecto para uma casa de bons comodos" (segundo as modas europeias do tempo) destinada ao lugar de Santana, norte da cidade de Ponta Delgada. Não seria clara se a encomenda acabaria nas mãos de David Mocatta (1806-1882) o arquiteto que realiza trabalhos para José do Canto.
Construído por volta do século XIX, pelo morgado José Jácome Correio (primeiros proprietários do Palácio) e tio do Marquês Jácome Correia, o Palácio apresenta uma arquitetura tardo-barroca.
A renovação decorativa das primeiras décadas do século XX, na qual artistas açorianos como Ernest Canto da Maia, Domingos Rebelo, Margardia Alcântara, Artur Viçoso May, João Soares Cordeiro, e os continentais Jorge Colaço e Ernesto Condeixo foram chamados a intervir, acentua o princípio da unidade das artes da pintura, escultura e arquitetura na busca por ambientes estimulantes para os sentidos.
Tanto o Palácio como o seu Jardim se encontram classificados como Imóvel de Interesse Público e como Monumento Regional. Desde 1980 funciona como sede da Presidência do Governo Regional dos Açores.

## Arquitetura
A arquitetura desta casa é notável por sua estratégica implantação em um terreno longo e estreito, cuidadosamente ajardinado de forma que a residência permanece oculta da vista da rua. Todos os lados do edifício foram meticulosamente planejados para harmonizar-se com o jardim, destacando-se especialmente a fachada sul, que exibe um perfil neoclássico elegante, um lago e formas sinuosas que acompanham o muro de entrada. Esta atenção aos detalhes e à integração com o ambiente circundante é uma característica distintiva deste projeto arquitetônico.
A planta da casa assume a forma de um "U", no entanto, seus braços não se projetam para a frente, mas se voltam para trás, criando um pátio de recepção, conhecido como "cour d'honneur", e um pátio de serviço, seguindo o estilo típico dos palácios franceses clássicos. As fachadas são adornadas com detalhes arquitetônicos cuidadosamente trabalhados, incluindo nichos com estátuas alegóricas esculpidas por Simões de Almeida. A fachada principal, voltada para o sul e para o jardim formal, é composta por cinco partes, com pavilhões nas extremidades e um corpo central levemente projetado. Este design segue influências palladianas, com o corpo central não terminando em um frontão triangular, mas sendo equilibrado pelos pavilhões laterais, cada um adornado com proeminentes frontões. No sótão central, destaca-se um grupo escultórico representando Apolo entre as Musas, criado por Matthew W. Johnson, juntamente com vasos em forma de sino que completam o sótão. A gramática decorativa empregada no exterior reflete uma intenção neoclássica, mesclando elementos como pilastras lisas, recortes de serliana, cornijas toscanas, capitéis coríntios e estátuas de mármore que reproduzem cópias romanas de originais gregos, juntamente com elegantes guirlandas sobre aberturas laterais ao estilo adâmico.

### Interior
No interior desta residência, a mesma liberdade estilística se manifesta, resultando em ambientes ecléticos e elementos decorativos que contribuem para um complexo moderno e atraente. A última adição encomendada por José Jacome Correia incluiu um amplo salão e uma sala de jantar com capacidade para trinta e seis pessoas. O salão ocupou o primeiro piso, com uma série de divisões projetadas para espaços de convívio, enquanto a sala de jantar estava convenientemente localizada no rés-do-chão, próxima à cozinha. A decoração exuberante deste espaço e sua função foram o resultado de uma campanha decorativa patrocinada por Aires Jacome Correia, sobrinho do primeiro proprietário. Esta campanha incluiu uma profusão de motivos naturalistas esculpidos em madeira, representando produtos da terra, que adornam os lambris das paredes, o mobiliário e os vidros da grande claraboia, projetada pelo mestre entalhador João Soares Cordeiro. Além disso, encontramos painéis de azulejos desenhados por Jorge Colaço. A casa também testemunhou grandes recepções ao longo de sua história, incluindo a memorável visita dos monarcas D. Carlos e D. Amelia em julho de 1901, quando receberam 150 convidados. Esta riqueza histórica e estilística torna esta residência um exemplo notável de arquitetura e design.